# Gartenfeldbrücke
Die Gartenfeldbrücke ist eine Brücke über die Saarstrecke nahe dem Trierer Hauptbahnhof. Sie verbindet die beiden Ortsteile Mitte und Gartenfeld des Stadtteils Trier-Mitte-Gartenfeld miteinander. Sie befindet sich im Verlauf der Gartenfeldstraße.

## Geschichte
Der Name der Brücke leitet sich vom Stadtteil Gartenfeld ab, wo sich im 18. und 19. Jahrhundert ausschließlich Gärtnereien und Gemüsefelder befanden. Heute ist das Viertel vor allem Geschäfts- und Wohnviertel.
Die Brücke wurde im Jahr 2011 saniert. Die Sanierung war zunächst auf 90.000 Euro veranschlagt; später ergaben sich jedoch über 200.000 Euro.

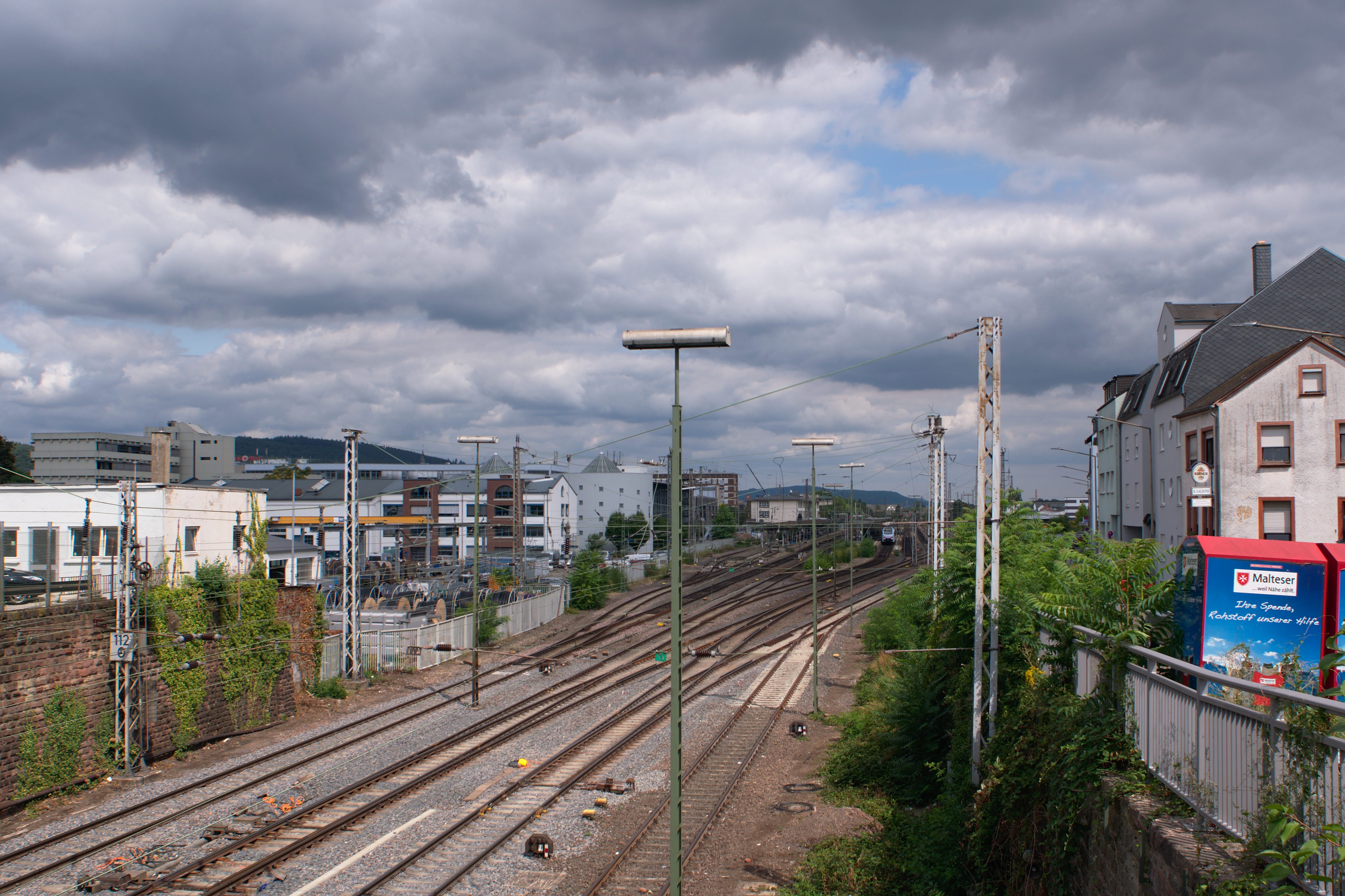
Blick von der Brücke auf den Hauptbahnhof

## Konstruktion
Bei der Brücke handelt es sich um ein Betonbauwerk mit zwei Betonbögen. Die Betonbögen sind über Stahlrohre mit der Fahrbahn verankert, wodurch diese gehalten wird.

## Trivia
Unter jungen Leuten in Trier ist sehr populär, über die Betonbögen zu laufen, was jedoch lebensgefährlich ist.